# Frank-Sinatra-Statue
Die Frank-Sinatra-Statue ist ein von der Bildhauerin Carolyn Palmer geschaffenes, auf einem Sockel stehendes Standbild des US-amerikanischen Sängers, Schauspielers und Entertainers Frank Sinatra (1915–1998). Die Statue befindet sich in Hoboken (New Jersey), dem Geburtsort des Künstlers.

## Geschichte
Um den in Hoboken geborenen Frank Sinatra zu ehren, wurde beschlossen, ihm in seiner Heimatstadt eine Statue zu widmen. Die Kosten wurden durch private Spenden aufgebracht. Den Auftrag zur Ausführung erhielt die Bildhauerin Carolyn Palmer. Während dies die erste Statue ihres wohl bekanntesten Einwohners werden sollte, hatte die Stadt Hoboken bereits mehrere Ortsteile mit seinem Namen versehen: den Sinatra Park, die Flussstraße Frank Sinatra Drive, das Sinatra Park Amphitheater und das Sinatra Park Soccer Field. Die Statue wurde strategisch im Sinatra Park an der Uferlinie des Hudson Rivers platziert. Die Skyline von New York City im Hintergrund erinnert die Zuschauer an Sinatras berühmten Song New York, New York. Der Statue direkt gegenüber befindet sich das Restaurant „Blue Eyes“, benannt nach den blauen Augen des Entertainers.
Die Statue wurde am 12. Dezember 2021 anlässlich des 106. Geburtstages des Sängers von Hobokens Bürgermeister Ravi S. Bhalla feierlich enthüllt. Als Ehrengäste waren Sinatras Tochter Nancy Sinatra, der Schauspieler Joe Piscopo und die Bildhauerin Caroly Palmer neben vielen Schaulustigen bei der Eröffnung zugegen.

## Beschreibung
Die ca. 1,8 Meter hohe aus Bronze gefertigte Statue zeigt Sinatra in einem legeren Anzug mit Krawatte und Weste bekleidet. Auf dem Kopf trägt er einen Borsalino-Hut, der sowohl privat, bei Konzerten als auch in vielen seiner Filme ein typisches Outfit des Sängers war. Er ist lässig an einen Laternenpfahl gelehnt, die rechte Hand in der Hosentasche, die linke an der Hutkrempe. Am kleinen Finger trägt er einen Ring, den Tochter Nancy der Bildhauerin zur Verfügung gestellt hatte. Die Statue steht auf einem niedrigen runden Sockel aus schwarzem Stein. Die Inschrift auf der Vorderseite des Sockels lautet: